# Pteropus conspicillatus
Pteropus conspicillatus is een vleerhond uit het geslacht Pteropus.

## Kenmerken
P. conspicillatus is een grote, donkere vleerhond. Op de nek zit een grote gelige vlek. De ogen worden omringd door brede bruine of geelgroene ringen. Deze vleerhond heeft geen staart. Waarschijnlijk worden mannetjes iets groter dan vrouwtjes. In onderstaande tabel zijn de maten van deze soort uit verschillende gebieden samengevat.
| Kenmerk               | Australië | Vasteland Papoea- Nieuw-Guinea | Normanby en Woodlark | Halmahera |
| --------------------- | --------- | ------------------------------ | -------------------- | --------- |
| Kop-romplengte (mm)   | 220-240   | 234-240                        | 233-295              | -         |
| Voorarmlengte (mm)    | 160-180   | 158,5-171,3                    | 167,5-188,5          | 148,7     |
| Achtervoetlengte (mm) | -         | 57                             | -                    | -         |
| Oorlengte (mm)        | 33-36     | 32,5-34                        | 30,0-33              | 29        |
| Gewicht (g)           | 500-850   | 600-650                        | 510-1000             | 420       |

## Leefwijze
Deze vleermuis slaapt in grote, luidruchtige koloniën, vaak van duizenden exemplaren, die uitsluitend door P. conspicillatus worden bevolkt in Australië (op het eiland Hull in Papoea-Nieuw-Guinea is de soort samen met P. hypomelanus in één kolonie gevonden). Het dier eet voornamelijk fruit, maar ook wel nectar en stuifmeel.

## Voortplanting
Van januari tot juni wordt er gepaard, maar alleen van maart tot mei kan de bevruchting plaatsvinden. In oktober, november of december wordt een enkel jong geboren. In gevangenschap kan deze soort zeventien jaar oud worden. P. conspicillatus is in staat om zeewater te drinken en wordt daarbij soms door krokodillen gevangen.

## Verspreiding
Deze soort komt voor in de Molukken, op Nieuw-Guinea en nabijgelegen eilanden en in Noordoost-Queensland (Noordoost-Australië), zuidelijk tot Tully. In de Molukken en rond Nieuw-Guinea is deze soort gevonden op de eilanden Alcester, Batanta, Batjan, Biak-Supiori, Bisa, Gebe, Goodenough, Halmahera, Hull, Japen, Kiriwina, Lababia, Misool, Morotai, Normanby, Obi, Owi, Rossel, Salawati, Sudest, Ternate, Tidore, mogelijk Vokeo, Woodlark, Yeina en Yule. Er worden twee ondersoorten erkend: P. c. chrysauchen (Peters 1862) op de Molukken, op Noordwest-Nieuw-Guinea en op de eilanden van de Geelvinckbaai, en P. c. conspicillatus (Gould 1850) in Australië en de rest van Nieuw-Guinea en op nabijgelegen eilanden. Deze soort is nauw verwant aan de Tongavleerhond (P. tonganus).